# Восточно-Тувинское нагорье
Восто́чно-Туви́нское наго́рье — нагорье на востоке Тувы, большей частью расположенное в междуречье нижнего течения Большого и Малого Енисея.
Нагорье состоит из нескольких горных хребтов (средняя высота 1500—1600 м, наибольшая до 2895 м — хребет Академика Обручева), которые разделяют многочисленные понижения и впадины. Имеются следы древнего оледенения. Поверхность сложена главным образом палеозойскими, преимущественно кембрийскими осадочно-вулканогенными толщами и гранитоидами.
На склонах хребтов произрастают таёжные леса из лиственницы и кедра; у верхней границы леса, проходящей на высоте около 2200 м, преобладают почти чистые кедровые леса; выше господствует горная тундра.